# 大原寿恵子
大原 寿恵子（おおはら すえこ、1883年9月10日 - 1930年4月25日）は、アララギ派の歌人で、実業家大原孫三郎の妻。旧姓名は石井スエ。
広島県深安郡深津村（現・福山市）において、石井英太郎の四女として生まれる。1898年（明治31年）、近所に女学校が無かったため、川路寛堂を招聘して中等教育を受ける。1901年（明治34年）、岡山孤児院を創設した石井十次の紹介で、大原孫三郎と結婚し、1909年（明治42年）に長男総一郎を生む。
1921年（大正10年）高野勇五郎より旧派和歌を学び、高野の死後は西川国臣より学ぶ。1925年（大正14年）、労働者のための託児所「若竹の園」を開設。この年より雑誌『アララギ』を読み、歌人・中村憲吉とも会って短歌作りに励む。1927年（昭和2年）、酒津倉子の名義で投稿した短歌が10首、『アララギ』に初めて掲載され、その後は草野鳥子の名義を使う。
1928年（昭和3年）12月、子宮筋腫の手術を受ける。1929年（昭和4年）2月より黄疸を発症し、次第に症状が悪化するも原因が判明せず、6月に京都帝国大学病院に入院。7月、肝臓内胆石症と判明するが、病原を除去することができず、12月に退院して自宅で静養する。1930年（昭和5年）4月、黄疸の悪化により全身各所から出血するようになり、同月25日に死去。

## 親族
- 父：石井英太郎（広島県議会初代議長、福山中学校（現・広島県立福山誠之館高等学校）初代校長、広島県農工銀行頭取）[7]
- 長男：大原総一郎
- 従兄弟：守屋松之助（実業家、岡山市長、衆議院議員）[8]